# Międzynarodowe Targi Poznańskie
Międzynarodowe Targi Poznańskie (MTP) – lider wśród ośrodków targowych w Polsce i Europie Środkowo-Wschodniej. Obiekt należący do Grupy MTP. Międzynarodowe Targi Poznańskie istnieją od 1921 r. Według danych Polskiej Izby Przemysłu Targowego wydarzenia Grupy MTP przyciągnęły w roku 2018 ponad 11 tysięcy wystawców, wynajęto prawie 500 tysięcy metrów kwadratowych powierzchni wystawienniczej. Targi organizowane przez Grupę MTP odwiedziło w 2018 roku ponad 850 tysięcy uczestników, co stanowiło ponad 50% wszystkich uczestników podobnych wydarzeń w Polsce. Międzynarodowe Targi Poznańskie posiadają ok. 55% udziałów w rynku targowym w Polsce, należą do organizacji skupiających liderów targowych świata (UFI – Światowe Stowarzyszenie Przemysłu Targowego i Centrex – Międzynarodowy Związek Statystyk Targowych), jako członek założyciel.
W połowie drogi z Warszawy do Berlina i w zasięgu 7 aglomeracji, w centrum Poznania, zlokalizowane są tereny targowe o powierzchni 212,5 ha, w tym teren wystawowy z obiektami i terenami administracyjnymi o powierzchni 22,9 ha. Międzynarodowe Targi Poznańskie posiadają 16 pawilonów wystawowych oraz 81 sal konferencyjnych.

## Historia

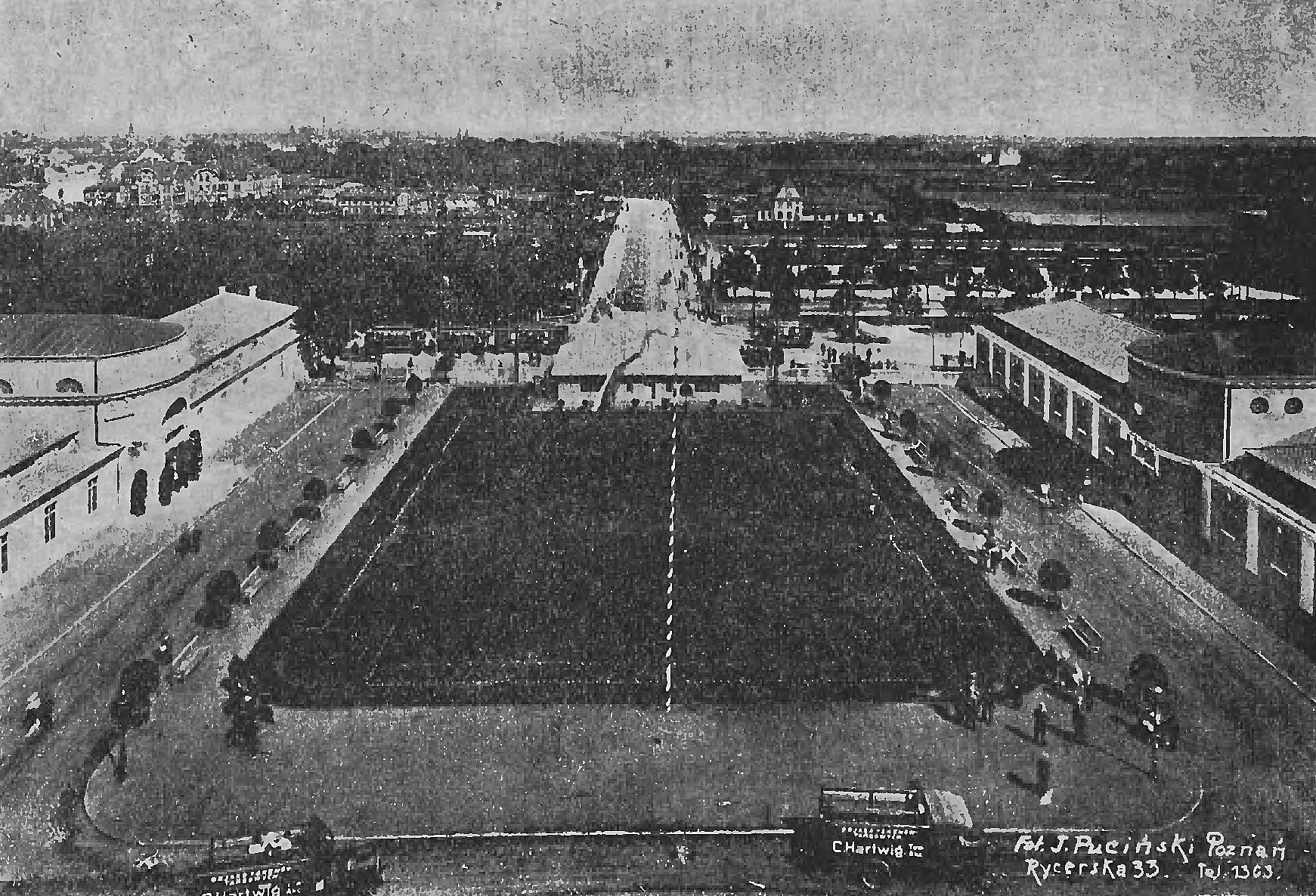
Targ Poznański (1921)

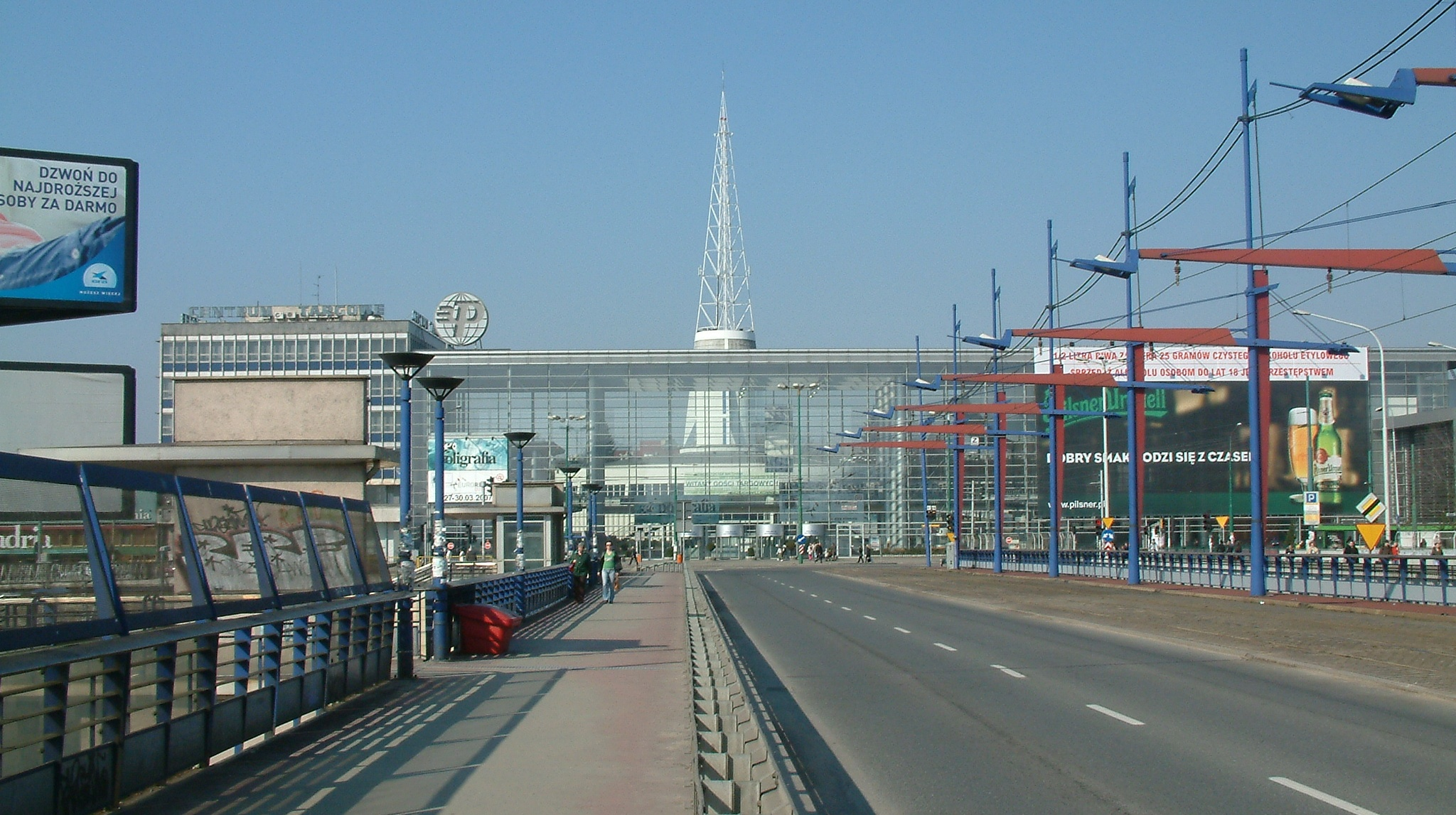
Międzynarodowe Targi Poznańskie widziane z Mostu Dworcowego

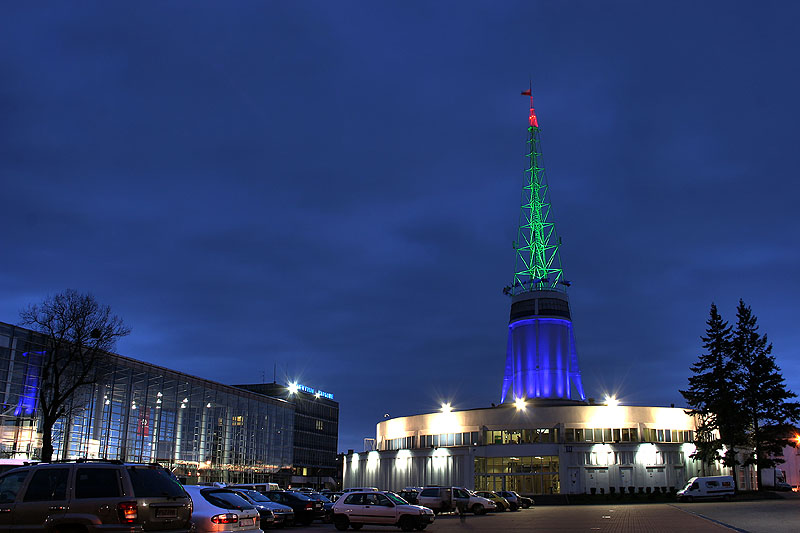
Widok na „Iglicę” (pawilon 11)

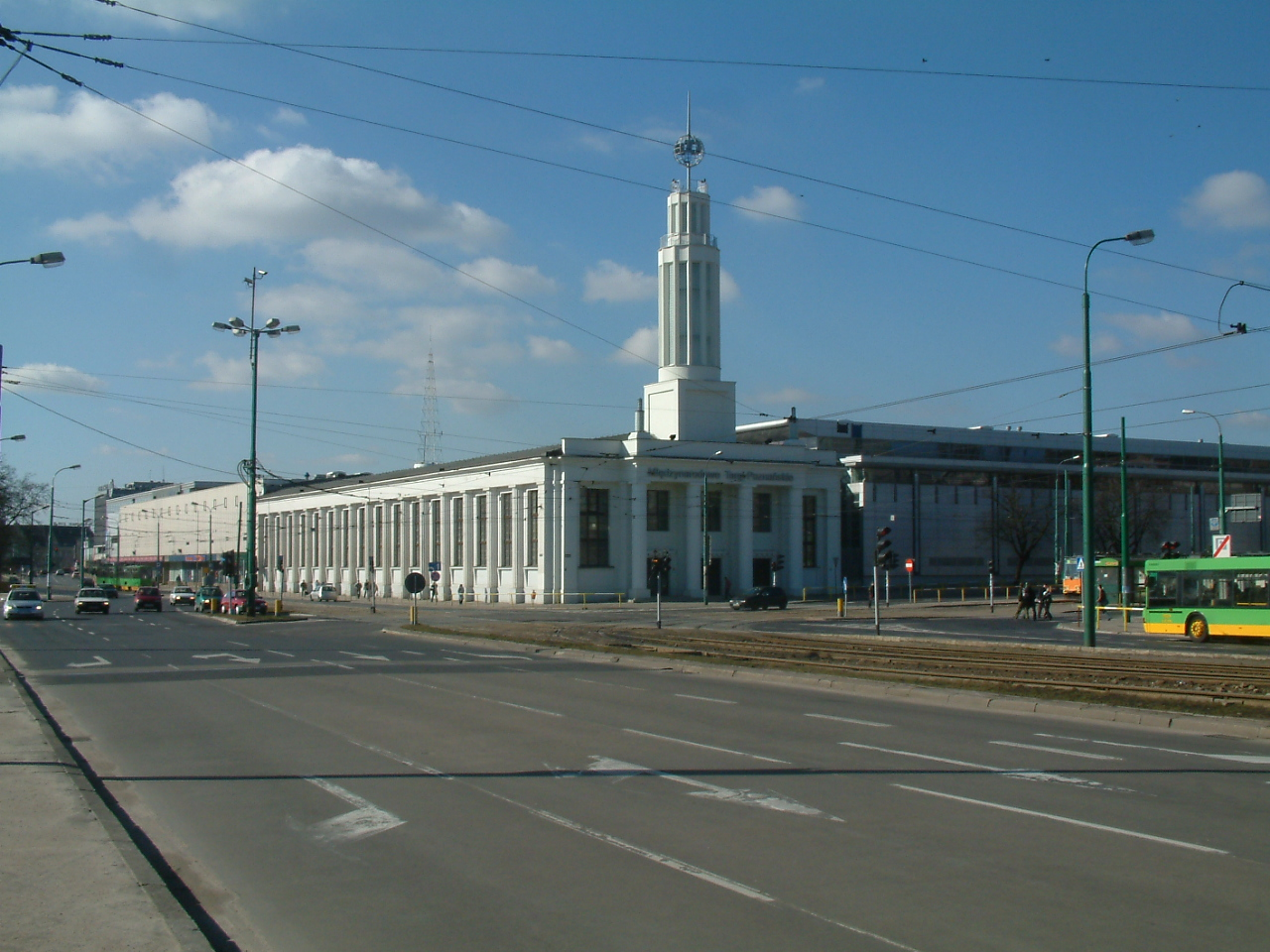
Zabytkowa „Hala Reprezentacyjna” (pawilon 3A)

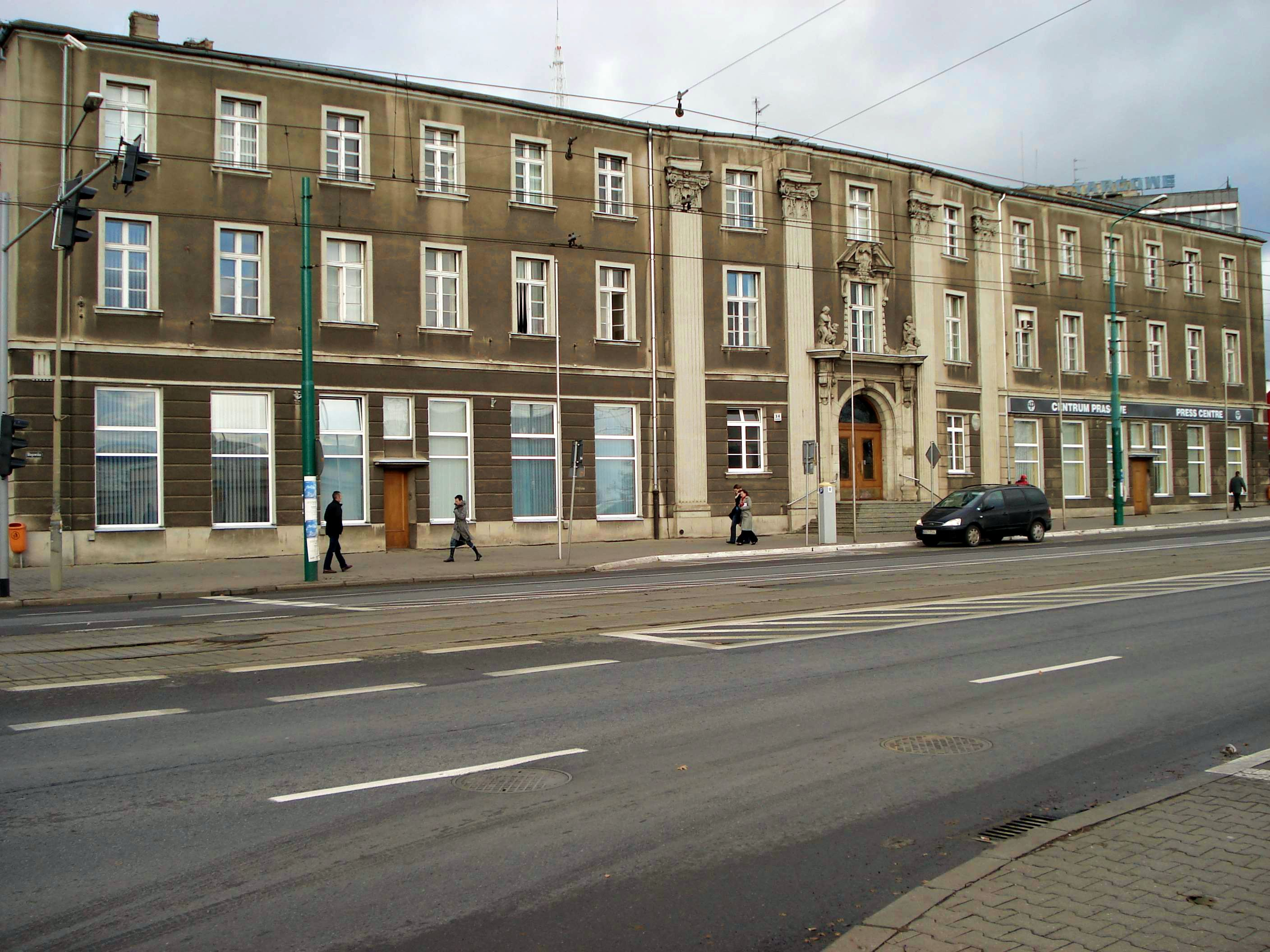
Budynek administracyjny (pawilon 101)

W 1911 w Poznaniu na terenach u zbiegu obecnych ulic Roosevelta i Bukowskiej odbyła się Wystawa Wschodnioniemiecka. Wzniesiono wtedy charakterystyczną Wieżę Górnośląską, którą zaprojektował Hans Poelzig, profesor politechniki w Berlinie. Poelzig należał do czołówki architektów propagujących nową estetykę wczesnomodernistyczną, rozwijając styl ekspresjonistyczny. Choć znawcy architektury uznali Wieżę Górnośląską za dzieło sztuki, nie budziła ona zachwytu wśród poznaniaków, była przykładem dominacji niemieckiej architektury nad miastem. Pod koniec lat 20. XX w. nie pasowała do estetyki przygotowywanych na PeWuKę pawilonów. Aby przystosować ją do ówczesnej zabudowy, pomalowano jej żelazną konstrukcję na czerwono i niebiesko. Dziś na fundamencie wieży stoi ażurowa Iglica, symbol Międzynarodowych Targów Poznańskich.
Idea zorganizowania przez Polaków targów w Poznaniu narodziła się w 1917 r., podczas zjazdu Związku Towarzystw Kupieckich w Poznaniu. Była to organizacja skupiająca polskich kupców z Wielkopolski i Pomorza Gdańskiego. Miały to być targi międzynarodowe, zorganizowane na wzór Targów Lipskich. Pomysł na organizację cyklicznych wystaw wcielony został w życie parę lat później, po wygranym przez Polaków Powstaniu Wielkopolskim. I Targ Poznański, jak wówczas nazywała się impreza, miał miejsce w 1921 (od 28 maja do 5 czerwca), a pierwszym dyrektorem został Mieczysław Krzyżankiewicz. Pierwsze targi o charakterze międzynarodowym miały miejsce w 1925. Do tego momentu w targach mogły uczestniczyć firmy polskie, firmy z Wolnego Miasta Gdańska oraz firmy zagraniczne, które miały swoje filie w Polsce i reprezentowali je polscy obywatele. Jednak rok wcześniej, w 1924 doszło do podpisania umów z firmami z Czechosłowacji, Francji, Jugosławii, Łotwy, Niemiec, Rumunii, Szwajcarii i Szwecji. W 1927 targi zostały przyjęte do Związku Targów Międzynarodowych.
Intensywny rozwój w okresie hossy lat 20. XX wieku ukoronowała olbrzymia Powszechna Wystawa Krajowa, którą zwiedziło 4,5 mln osób. W tym samym 1929 zaczął się Wielki Kryzys. Mimo trudnej sytuacji gospodarczej firma przetrwała i w końcu dwudziestolecia międzywojennego stała się jedną z największych tego typu w Europie. II wojna światowa przerwała jej działalność. Na terenach MTP umieszczono fabrykę samolotów Focke-Wulf, cel alianckich nalotów. Podczas walk w 1945 zniszczono 85% terenów targowych. Pierwsza impreza targowa po wojnie odbyła się w 1946, zorganizowano wtedy wystawę „Dom i Odzież”. Od 1947 znów Targi stały się imprezą międzynarodową i od tego czasu MTP rozwijają się i modernizują.
W czasach PRL Targi posiadały także placówki na Edwardowie, gdzie przedstawiano maszyny budowlane, górnicze, rolnicze i transportowe – w ruchu i na Malcie, w której odbywały się ekspozycje sprzętu sportowo-turystycznego.
W 1996 r. wyróżnione statuetką Dobosz Powstania Wielkopolskiego, przyznawaną przez Zarząd Główny Towarzystwa Pamięci Powstania Wielkopolskiego 1918/1919.

## Zabytki na Targach Poznańskich[13]
Wieża Górnośląska
Wieżę Górnośląską wzniesiono w 1911 roku na Wystawę Wschodnioniemiecką zorganizowaną przez Prusaków. Była ona symbolem tejże wystawy, podobnie jak symbolem światowej wystawy w Paryżu w 1889 roku była wieża Eiffla. Wieżę zaprojektował niemiecki architekt Hans Poelzig, dyrektor Szkoły Sztuki i Rzemiosła Artystycznego oraz, przez pewien czas, zastępca dyrektora Akademii Sztuki w Berlinie. Poelzig należał wówczas do czołówki architektów propagujących nową estetykę, która później stała się popularna w USA jako art déco.
Na szycie Wieży Górnośląskiej ustawiono zbiornik wodny o pojemności 4 tys. m³, był to wówczas największy sztuczny zbiornik wodny w ówczesnej Rzeszy. Zbiornik zlikwidowano na Powszechną Wystawę Krajową, a w jego miejscu usytuowano kawiarnię. Była to najwyżej położona kawiarnia w Poznaniu. Wewnątrz wieży zamontowano windę, a na jej szczycie reflektor o mocy 61 milionów świec. Choć znawcy architektury uznawali Wieżę Górnośląską za dzieło sztuki, nie budziła ona zachwytu wśród poznaniaków. Nie pasowała bowiem do architektury PeWuKi. Żelazną konstrukcję pomalowano na czerwono i niebiesko.
Wieża Górnośląska, w latach 20. sławna w Niemczech, stała się główną inspiracją dla Ericha Kettelhunta, który projektował wieżowce do filmu „Metropolis”. Kierując się projektami Poelziga, Kettelhut wybrał dla swoich wieżowców modernistyczny styl – masywne proporcje oraz budowę na planie okręgu. Wizja Kettelhuta wywarła ogromy wpływ na scenografie takich filmów science fiction jak „Blade Runner” oraz animowany „Matrix”.
Na stalowej konstrukcji, pochodzącej z oryginalnej wieży, stoi ażurowa Iglica, symbol Międzynarodowych Targów Poznańskich. Autorem projektu przebudowy był prof. arch. Bolesław Szmidt. Przy budowie 64-metrowej Iglicy wykorzystano fragmenty stalowej konstrukcji Wieży Górnośląskiej.
Pałac Targowy oraz Dom Administracyjny
Pałac Targowy (dzisiejszy pawilon 12) oraz Dom Administracyjny (dzisiejszy Gmach Administracyjny) powstały w 1924 roku. Autorem projektów był inż. Stefan Cybichowski, polski architekt i działacz społeczny. Pałac Targowy to dwukondygnacyjna budowla o monumentalnej, klasycznej architekturze empiru zwieńczona attyką z herbem Poznania pośrodku. Pałac zajmował powierzchnię ponad 8 tys. m². Wewnątrz pałacu, wzdłuż wszystkich ścian, biegła spoczywająca na słupach galeria. Naprzeciw Pałacu Targowego przy ul. Głogowskiej postawiono solidny, tradycyjny w formie Dom Administracyjny z „barokową” restauracją Belveder. Po zniszczeniach wojennych budynek został odbudowany w uproszczonej formie i funkcjonuje pod nazwą: Gmach Administracyjny.
Hala Przemysłu Ciężkiego
Za Domem Administracyjnym architekt Roger Sławski postawił murowaną halę – Wielką Halę Przemysłu Ciężkiego, której budowę rozpoczęto w styczniu 1928 roku. Halę o długości 130 m i powierzchni ponad 5,5 tys. m² wymurowano z cegły, a dach o rozpiętości 24 m skonstruowano z drewna i obito jutą. Po 1945 r. halę odbudowano według projektów arch. S. Kirikina i arch. L. Ballenstedta. Budynek ma trzy nawy, środkowa jest wyższa. Elewacje zewnętrzne zdobiły nietypowe, trójkątne pilastry ze szklanymi podświetlanymi nocą pseudokapitelami. Wewnątrz położono tory kolejowe, które prowadziły z dworca na teren targów.
Hala Reprezentacyjna
Jednym z budynków, które były przygotowywane specjalnie na wystawę PeWuKa, był Westybul, zwany również Halą Reprezentacyjną lub Centralną (obecnie zabytkowa część pawilonu 3A). Autorem projektu był naczelny architekt PeWuKi Roger Sławski. Budowę obiektu o pow. 1964 m² rozpoczęto w marcu 1928 roku.
Hala Reprezentacyjna otrzymała kształt prostokąta, wydłużonego wzdłuż ulicy Marszałka Focha. Styl zaproponowany przez Sławskiego łączył elementy europejskiej klasyki architektonicznej o tradycji prostych, rzeczowych układów form. Był on nacechowany harmonią, umiarem, symetrią i spokojnym rytmem. Kompozycja dawnej Hali Reprezentacyjnej była logiczna, wyrazista i statyczna.

## Targi

### Lista wydarzeń odbywających się na Międzynarodowych Targach Poznańskich[14]
- 3D SOLUTION
- ARENA DESIGN
- BEAUTY VISION - Forum Kosmetyki

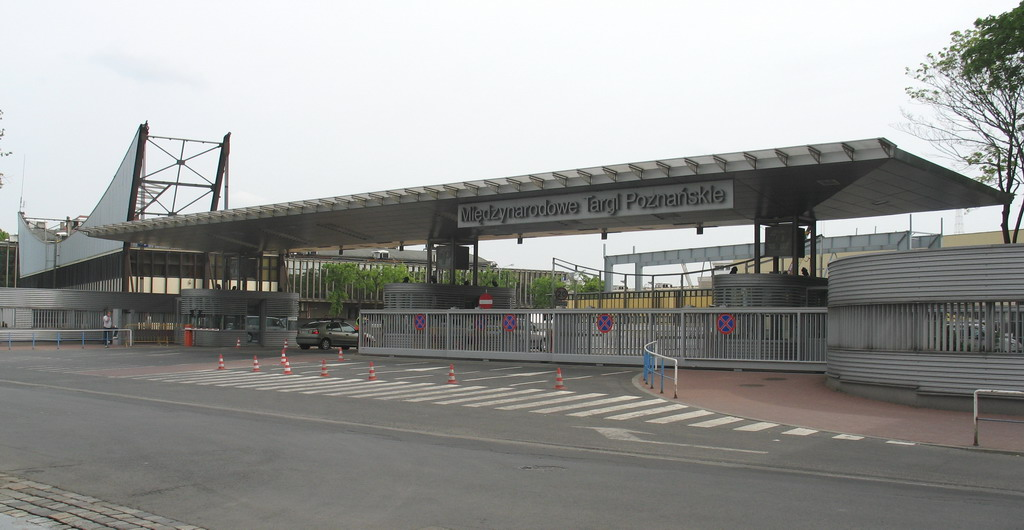
Widok na bramę wjazdową i wejście G od ul. Śniadeckich

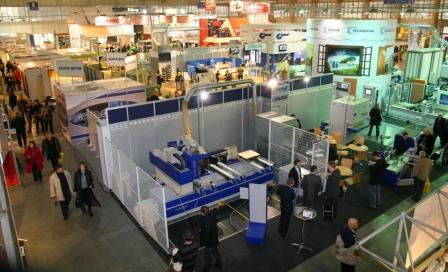
Międzynarodowe Targi Budownictwa 2010

- BOATEX – Targi Sprzętu Pływającego i Sportów Wodnych
- BTS Salon Obuwia i Galanterii Skórzanej (Targi Mody Poznań)
- BUDMA - Międzynarodowe Targi Budownictwa i Architektury
- CAVALIADA POZNAŃ
- CEDE - Środkowoeuropejska Wystawa Produktów Stomatologicznych
- Dni Przedsiębiorczości Poznań
- DREMA - Międzynarodowe Targi Maszyn i Narzędzi dla Przemysłu Drzewnego i Meblarskiego
- EDUTEC – Targi Technologii i Wyposażenia dla Edukacji
- EXPOPOWER - Międzynarodowe Targi Energetyki
- FAST FASHION Salon Odzieży i Dodatków – Jesień-Zima 2018/2019
- FAST FASHION Salon Odzieży i Dodatków – Wiosna-Lato 2018
- Festiwal Sztuki i Przedmiotów Artystycznych
- FIT-EXPO - Fitness & Sport Park
- FOCAST – Forum Odlewnicze
- FURNICA - Międzynarodowe Targi Komponentów do Produkcji Mebli
- FURNISHOW - Targi Meblowe i Wyposażenia Wnętrz - Warszawa
- GARDENIA - Międzynarodowe Targi Ogrodnictwa i Architektury Krajobrazu
- GLASS - Targi Branży Szklarskiej
- Golden Marketing Conference
- Golden Marketing Expo
- GREENPOWER - Międzynarodowe Targi Energii Odnawialnej
- HAPE - Salon Hydrauliki, Pneumatyki i Napędów
- HAPPY BABY - Targi Zabawek i Artykułów dla Dzieci
- HOBBY – Spotkania ludzi z pasją
- HOME DECOR - Targi Wnętrz
- INFRATEC – Międzynarodowe Targi Technologii i Materiałów dla Budownictwa Infrastrukturalnego
- INNOWACJE - TECHNOLOGIE - MASZYNY POLSKA (ITM POLSKA)
- INSTALACJE - Międzynarodowe Targi Instalacyjne
- INTERMASZ – Międzynarodowe Targi Maszyn Budowlanych, Pojazdów i Sprzętu Specjalistycznego
- KNIEJE – Targi Myślistwa i Strzelectwa
- KOMINKI - Międzynarodowe Targi Kominkowe
- LOOK - Forum Fryzjerstwa
- MACH - TOOL - Salon Obrabiarek i Narzędzi
- MEBLE POLSKA - Targi Mebli
- MEMENTO POZNAŃ - Targi Funeralne
- METALFORUM - Salon Metalurgii, Hutnictwa, Odlewnictwa i Przemysłu Metalowego
- MODERNLOG – Targi Logistyki, Magazynowania i Transportu
- NAUKA DLA GOSPODARKI
- NEXT SEASON Salon Odzieży i Dodatków – Jesień-Zima 2018/2019
- NEXT SEASON Salon Odzieży i Dodatków – Wiosna-Lato 2019
- OPTYKA - Targi Optyczne
- PEGAZIK - Poznańskie Targi Książki
- POLAGRA - FOOD - Międzynarodowe Targi Wyrobów Spożywczych
- POLAGRA - PREMIERY - Międzynarodowe Targi Rolnicze
- POLAGRA - TECH - Międzynarodowe Targi Technologii Spożywczych
- POLAGRA GASTRO i INVEST-HOTEL - Międzynarodowe Targi Gastronomii i Wyposażenia Hoteli
- POL-ECO SYSTEM - Międzynarodowe Targi Ochrony Środowiska
- POLIGRAFIA - Międzynarodowe Targi Maszyn, Materiałów i Usług Poligraficznych
- POLIMER- TECH - Targi Technologii dla Przetwórstwa Polimerów
- POZNAN SPORT EXPO
- POZNAŃ GAME ARENA (PGA) - Targi Rozrywki i Multimediów
- POZNAŃ MARATON
- POZNAŃ MEDIA EXPO
- POZNAŃ MOTOR SHOW
- POZNAŃ PÓŁMARATON
- POZNAŃ SPORT EXPO
- Poznański Salon Optyczny
- Poznańskie Targi Książki
- Pyrkon
- RETRO MOTOR SHOW - Targi Pojazdów Zabytkowych
- RYBOMANIA – Targi Wędkarskie - Poznań
- SAKRALIA - Targi Wyposażenia Kościołów, Przedmiotów Liturgicznych i Dewocjonaliów
- SALMED - Międzynarodowe Targi Sprzętu i Wyposażenia Medycznego
- SALON ECO-TRANSPORTU
- Salon Technologii Piekarskich i Cukierniczych
- Salon Technologii Spożywczych
- SAWO - Międzynarodowe Targi Ochrony Pracy, Pożarnictwa i Ratownictwa
- SECUREX - Międzynarodowe Targi Zabezpieczeń
- SMAKI REGIONÓW
- SOFAB - Międzynarodowe Targi Materiałów Obiciowych i Komponentów do Produkcji Mebli Tapicerowanych
- SPECIAL DAYS – Targi Produktów Świątecznych i Okazjonalnych
- SPORT INVEST – Targi Branży Sportowej i Rekreacyjnej
- STONE - Targi Branży Kamieniarskiej
- STREET FOOD SPOT
- SUBCONTRACTING - Targi Kooperacji Przemysłowej
- SURFEX - Salon Technologii Obróbki Powierzchni
- SURVIVAL FORCE EXPO - Targi Wyposażenia Survivalowego i Militarnego
- Targi Ślubne
- TAROPAK - Międzynarodowe Targi Techniki Pakowania i Etykietowania
- TCS - Targi Ciepła Systemowego
- TOUR SALON – Targi Regionów i Produktów Turystycznych
- TTM - Targi Techniki Motoryzacyjnej
- VIVA SENIORZY! Aktywność. Zdrowie. Profilaktyka

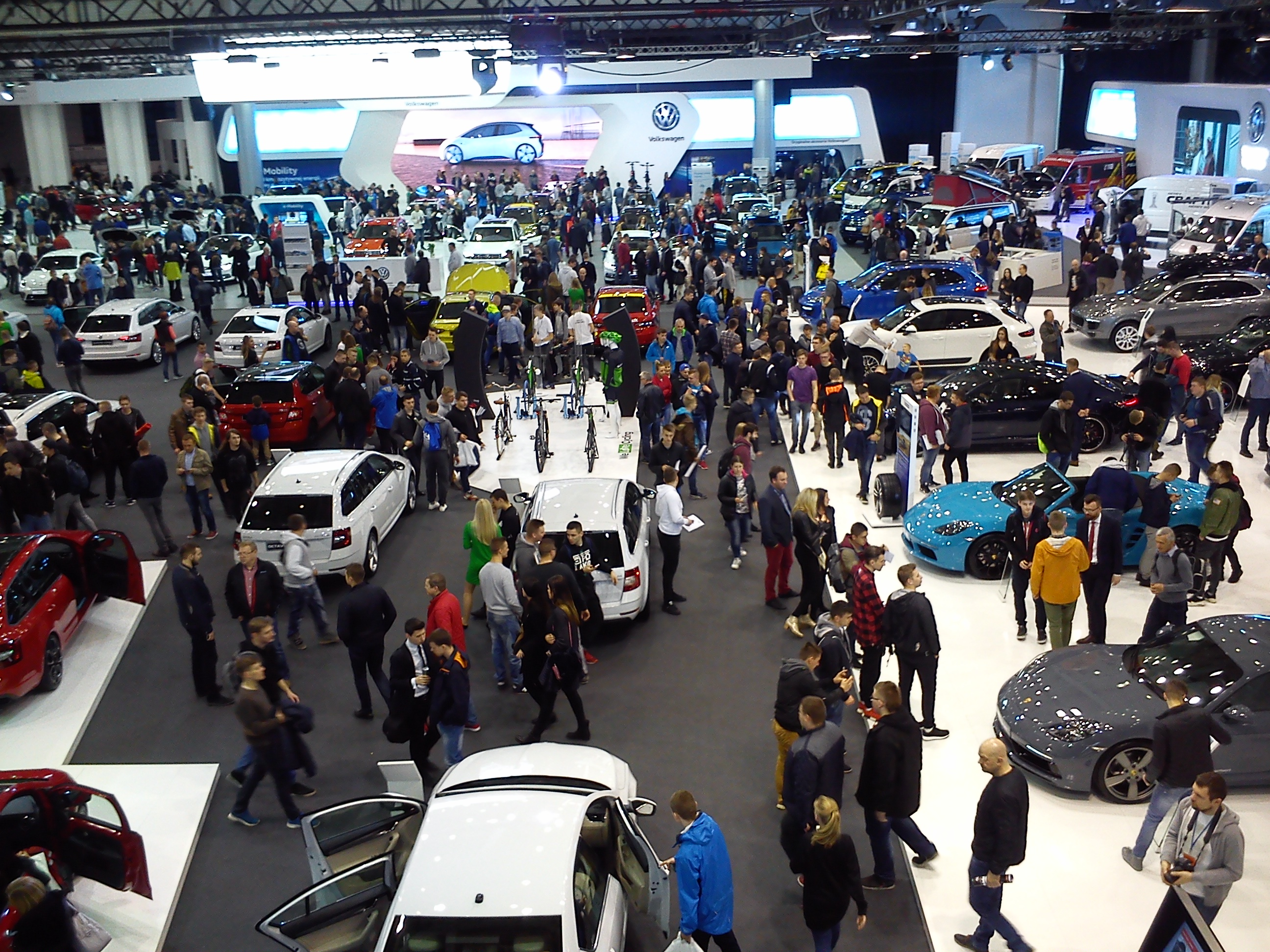
Wystawa Motor Show Poznań 2017

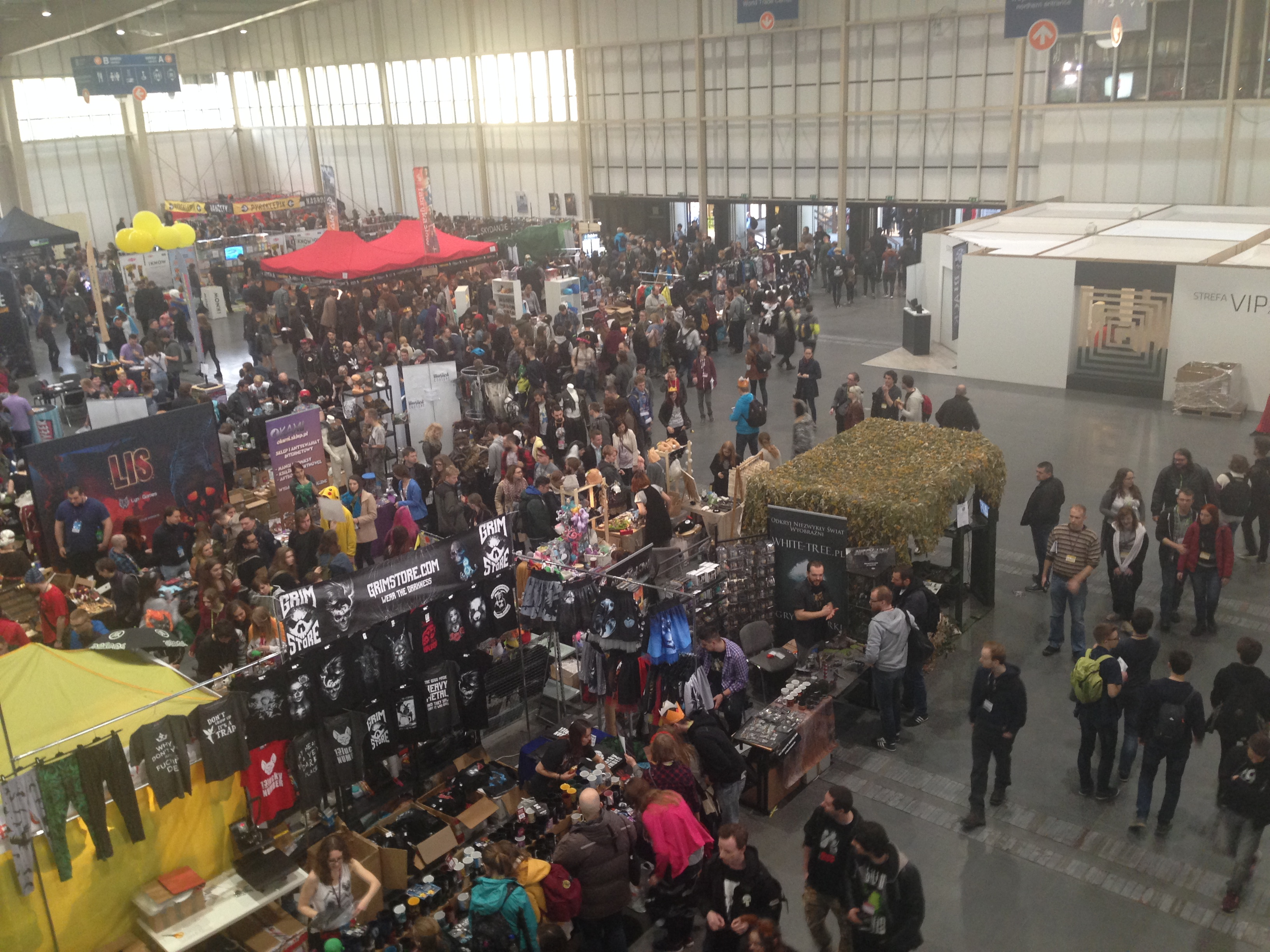
Pyrkon

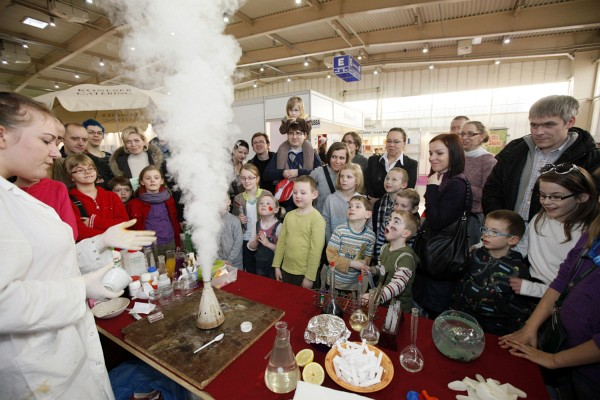
Targi Edukacyjne 2010

- WELDING
- XIX Poznań Maraton

### Lista imprez organizowanych przez Grupę MTP poza terenami targowymi
- AIR Poznań Show – poznańskie lotnisko Ławica
- AGRO - PARK - Targi Rolnicze - Lublin
- Auto Nostalgia
- CAVALIADA LUBLIN
- CAVALIADA KRAKÓW
- CAVALIADA WARSZAWA
- DREMASILESIA - Targi Maszyn i Narzędzi do Obróbki Drewna - Sosnowiec
- EKO-LAS - Targi Gospodarki Leśnej, Przemysłu Drzewnego i Ochrony Środowiska – Mostki k. Świebodzina
- Festiwal Starych Ciągników w Wilkowicach
- Golden Marketing Conference Warszawa
- MDO Mieszkanie, Dom, Ogród - Targi Budownictwa i Aranżacji - Gdańsk
- MDO Mieszkanie, Dom, Ogród - Targi Budownictwa i Aranżacji - Kraków
- Mood Concept - Warszawa
- Roltechnika - Wystawa Rolnicza – Wilkowice k. Leszna
- RYBOMANIA – Targi Wędkarskie - Lublin
- RYBOMANIA – Targi Wędkarskie - Sosnowiec

## Coroczne wydarzenia
- Krajowa Wystawa Zwierząt Hodowlanych
- Poznań Maraton
- Poznań Półmaraton
- Międzynarodowa Wystawa Psów Rasowych
- Od 2009 roku odbywają się na MTP kongresy organizowane przez Świadków Jehowy
- Od 2012 roku na MTP znajduje się meta i zaplecze dla zawodników Poznań Maraton im. Macieja Frankiewicza